# Schema in gruppi
In matematica, uno schema in gruppi è un oggetto della geometria algebrica dotato di una legge di composizione. Come indica il nome uno schema in gruppi generalizza la nozione di gruppo, così come già accade per i gruppi topologici in topologia ed i gruppi algebrici che, sempre in geometria algebrica, rappresentano un caso particolare di schemi in gruppi. Questo significa che mentre un gruppo algebrico è uno schema in gruppi, il reciproco può non essere vero e gli esempi sono molteplici. Gli schemi in gruppi, al contrario dei gruppi algebrici, non sono necessariamente connessi, lisci o definiti su un campo. Questa generalità consente di studiare strutture infinitesimali più ricche e questo può aiutare a comprendere e rispondere a domande di significato aritmetico. Lo sviluppo iniziale della teoria degli schemi di gruppo si deve ad Alexander Grothendieck, Michel Raynaud, Michel Demazure e Pierre Gabriel nei primi anni '60. Il nome schema in gruppi è infatti una traduzione del francese schéma en groupes dove pertanto il gruppi al plurale è preferibile al gruppo al singolare, non solo per omaggiare la fedeltà della traduzione ma anche per rispettarne il significato di schema in gruppi visto come funtore in gruppi (tanti diversi, non un unico gruppo) rappresentabile. 

## Definizione
Uno schema in gruppi è un oggetto gruppo in una categoria di schemi che abbia prodotti fibrati e un oggetto finale {\displaystyle S}. Ad esempio fissato un qualunque schema {\displaystyle S}, possiamo definire uno {\displaystyle S}-schema in gruppi come un oggetto gruppo nella categoria degli schemi definiti sopra {\displaystyle S}.